# Bathyphantes robustus
Bathyphantes robustus là một loài nhện trong họ Linyphiidae.
Loài này thuộc chi Bathyphantes. Bathyphantes robustus được Ryoji Oi miêu tả năm 1960.